# Badinières
Badinières és un municipi delegat francès, que pertany al municipi de Eclose-Badinières, situat a la regió del Roine-Alps, al departament de l'Isèra. Des de l'1 de gener de 2015, Badinières es va fusionar amb Eclose i conformen el municipi nou Eclose-Badinières.